# Пляценця
Пляценця (пол. Placencja) — село в Польщі, у гміні Лович Ловицького повіту Лодзинського воєводства.
Населення — 161 особа (2011).
У 1975-1998 роках село належало до Скерневицького воєводства.

## Демографія
Демографічна структура станом на 31 березня 2011 року:
|          | Загалом | Допрацездатний вік | Працездатний вік | Постпрацездатний вік |
| -------- | ------- | ------------------ | ---------------- | -------------------- |
| Чоловіки | 90      | 29                 | 51               | 10                   |
| Жінки    | 71      | 11                 | 37               | 23                   |
| Разом    | 161     | 40                 | 88               | 33                   |